# Ping’an (köpinghuvudort i Kina, Heilongjiang Sheng, lat 46,94, long 127,64)
Ping'an (kinesiska: 平安, 平安镇) är en köpinghuvudort i Kina. Den ligger i provinsen Heilongjiang, i den nordöstra delen av landet, omkring 150 kilometer nordost om provinshuvudstaden Harbin. Antalet invånare är 17 591. Befolkningen består av 8 651 kvinnor och 8 940 män. Barn under 15 år utgör 13,0 %, vuxna 15-64 år 79 %, och äldre över 65 år 6,0 %.
Runt Ping'an är det ganska tätbefolkat, med 67 invånare per kvadratkilometer. Närmaste större samhälle är Shuangfeng, 9,0 km öster om Ping'an. Trakten runt Ping'an består till största delen av jordbruksmark.
Genomsnittlig årsnederbörd är 915 millimeter. Den regnigaste månaden är juli, med i genomsnitt 219 mm nederbörd, och den torraste är januari, med 9 mm nederbörd.